# العلاقات الأذربيجانية البيروية
العلاقات الأذربيجانية البيروية هي العلاقات الثنائية التي تجمع بين أذربيجان وبيرو.

## مقارنة بين البلدين
هذه مقارنة عامة ومرجعية للدولتين:
| وجه المقارنة                                              | أذربيجان        | بيرو                                   |
| --------------------------------------------------------- | --------------- | -------------------------------------- |
| المساحة (كم2)                                             | 86.60 ألف       | 1.29 مليون                             |
| عدد السكان (نسمة)                                         | 10.00 مليون     | 32.16 مليون                            |
| الكثافة السكانية (ن./كم²)                                 | 115.47          | 24.93                                  |
| العاصمة                                                   | باكو            | ليما                                   |
| اللغة الرسمية                                             | اللغة الأذرية   | اللغة الإسبانية، اللغة الأيمرية، كتشوا |
| العملة                                                    | مانات أذربيجاني | سول بيروفي جديد                        |
| الناتج المحلي الإجمالي (بليون دولار)                      | 40.75 مليار     | 211.39 مليار                           |
| الناتج المحلي الإجمالي (تعادل القوة الشرائية) بليون دولار | 171.56 مليار    | 393.13 مليار                           |
| الناتج المحلي الإجمالي الاسمي للفرد دولار أمريكي          | 5.50 ألف        | 6.03 ألف                               |
| الناتج المحلي الإجمالي للفرد دولار أمريكي                 | 17.52 ألف       | 11.99 ألف                              |
| مؤشر التنمية البشرية                                      | 0.751           | 0.740                                  |
| رمز المكالمات الدولي                                      | +994            | +51                                    |
| رمز الإنترنت                                              | .az             | .pe                                    |
| المنطقة الزمنية                                           | ت ع م+04:00     | توقيت بيرو، 00                         |

## منظمات دولية مشتركة
يشترك البلدان في عضوية مجموعة من المنظمات الدولية، منها:
| علم المنظمة | اسم المنظمة                               | تاريخ انضمام أذربيجان | تاريخ انضمام بيرو |
| ----------- | ----------------------------------------- | --------------------- | ----------------- |
|             | الاتحاد البريدي العالمي                   | ?                     | ?                 |
|             | يونسكو                                    | 3 يونيو 1992          | 21 نوفمبر 1946    |
|             | البنك الدولي للإنشاء والتعمير             | 18 سبتمبر 1992        | 31 ديسمبر 1945    |
|             | وكالة ضمان الاستثمار متعدد الأطراف        | 23 سبتمبر 1992        | 2 ديسمبر 1991     |
|             | الاتحاد الدولي للاتصالات                  | 10 أبريل 1992         | 12 يوليو 1915     |
|             | منظمة الشرطة الجنائية الدولية             | ?                     | ?                 |
|             | مؤسسة التمويل الدولية                     | 11 أكتوبر 1995        | 20 يوليو 1956     |
|             | الأمم المتحدة                             | 2 مارس 1992           | 31 أكتوبر 1945    |
|             | مؤسسة التنمية الدولية                     | 31 مارس 1995          | 30 أغسطس 1961     |
|             | منظمة حظر الأسلحة الكيميائية              | ?                     | ?                 |
|             | المركز الدولي لتسوية المنازعات الاستشارية | 18 أكتوبر 1992        | 8 سبتمبر 1993     |

## وصلات خارجية
- موقع وزارة الخارجية الأذربيجانية
- موقع وزارة الخارجية البيروفية